# Врхоле-при-Словенських Коніцах
Врхоле-при-Словенських Коніцах (словен. Vrhole pri Slovenskih Konjicah) — поселення в общині Словенська Бистриця, Подравський регіон‎, Словенія.